# Oplenac
Kostel svatého Jiří v Topole (srbsky: Црква Св. Ђорђа) známý jako Oplenac je mausoleum srbské a jugoslávské královské rodiny z dynastie Karađorđevićů ve městě Topola jižně od Bělehradu.
Místo pro stavbu kostela vybral sám král Petr I., vnuk Karađorđeho, který byl právě v Topole zvolen vůdcem srbského povstání proti Turkům. Kostel se nachází v nadmořské výšce 337 metrů na vrchu Mali Oplenac, podle kterého je nazýván. Samotné jméno Oplenac pochází od oplenu a jeho spojitosti se zdejším místem, které bylo před stavbou kostela celé porostlé lesy.

## Mausoleum
Kromě dvou hrobek uvnitř kostela (Karađorđeho v jižní apsidě a Petra I. v severní apsidě) je v tomto mauzoleu 26 dalších členů dynastie, jejichž věčné místo odpočinku se nachází v tomto mauzoleu. V tomto kostele bylo pohřbeno šest generací rodiny Karađorđevićů:
1. První generace: Marica Živković, matka Karađorđeho.
2. Druhá generace: Karađorđe (v kostele) a jeho manželka Jelena Jovanović (1764–1842).
3. Třetí generace: Karađorđeho syn Alexandr a jeho manželka Persida Nenadović (1813–1873).
4. Čtvrtá generace: Devět dětí Alexandra a Persidy: Kleopatra (1835–1855), Aleksije (1836–1840), Svetozar (1841–1847), Jelena (1846–1867), Andreja (1848–1864), Jelisaveta (1851–1852), Đorđe (1856–1888), Arsenije a Petr I. (v kostele) a jeho manželka Ljubica známá také jako Zorka (je pohřbena v kryptě). Z deseti dětí prince Alexandra a princezny Persidy zde nebyla pohřbena pouze jejich nejstarší dcera Poleksija (1833–1914), i když je zde pohřbena Poleksijina dcera Persida Ida Nikolaijevic (1860–1945).
5. Pátá generace, děti Petra I. a Zorky: Milena (1886–1887), Jiří a jeho manželka Radmila Radonjić (1907–1993), Alexandr I. a jeho manželka Marie a Andrija (1890–1890, žila jen 23 dní). Také syn prince Arsena Pavel a jeho manželka Olga.
6. Šestá generace: Král Alexandr I. a děti královny Marie: Petr II. a jeho manželka Alexandra, Tomislav a Ondřej. Také synové prince Pavla Nikolas a Alexandr.

Z 28 hrobek dynastie Karađorđevićů šest z nich patří panovníkům: velký kníže Karađorđe, kníže Alexandr, král Petr I., král Alexandr I., princ Pavel a král Petr II. Je to důležité místo srbské historie. Dne 6. října 2012 zde byli pohřbeni princ Pavel, jeho manželka Olga a jeho syn Nikolas poté, co byly jejich ostatky exhumovány ze hřbitova Bois-de-Vaux v Lausanne a navráceny do Srbska.
Dne 26. května 2013 zde byli pohřbeni královna Marie, její synové král Petr II. a princ Ondřej a manželka Petra II. Alexandra poté, co byly jejich ostatky exhumovány z Frogmore v Británii, kláštera svatého Sávy v Libertyville v Illinois, hřbitova Nová Gračanica, také v Illinois, a paláce Tatoi v Řecku, a navráceny do Srbska.